# Naşrābād
Naşrābād (persiska: نصر آباد, Nāşerābād, Nasīrābād, نَسير آباد, ناصِر آباد) är en ort i Iran.   Den ligger i provinsen Esfahan, i den centrala delen av landet, 400 km söder om huvudstaden Teheran. Naşrābād ligger 1 611 meter över havet och antalet invånare är 5 751.
Terrängen runt Naşrābād är platt åt sydost, men åt nordväst är den kuperad. Terrängen runt Naşrābād sluttar österut. Runt Naşrābād är det ganska tätbefolkat, med 144 invånare per kvadratkilometer. Naşrābād är det största samhället i trakten. Trakten runt Naşrābād är ofruktbar med lite eller ingen växtlighet.